# Tumskruv

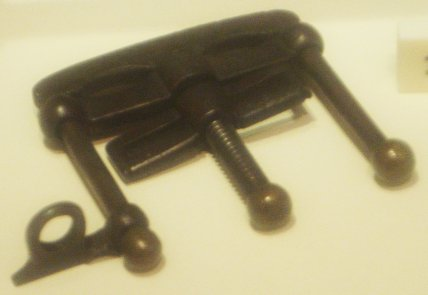
Skotsk tumskruv.

En tumskruv är ett tortyrredskap bestående av två 2-3 dm långa metallplattor vilka i båda ändarna är förenade med skruvtvingar. 
Plattorna var försedda med små upphöjningar mellan vilka offrets fingrar eller tår placerades. Därefter skruvades plattorna ihop varpå offrets fingrar eller tår långsamt krossades. Tumskruvar användes i Europa under medeltiden, och finns omnämnda i Sverige från 1462. Den sades vara en billig och effektiv metod för att framkalla erkännanden.
Tumskruvar användes så sent som i mitten av 1700-talet enligt slaven Olaudah Equiano, som skriver i sin självbiografi "The Interesting Narrative of the Life of Olaudah Equiano" att han sett användandet av redskapet för att tortera slavar på en plantage i Virginia.